# Karl Meng
Karl Meng (* 6. August 1938; † 29. September 2010) war ein deutscher Fußballspieler, der im ersten Jahr der Fußball-Bundesliga, 1963/64, als Spieler des 1. FC Saarbrücken 14 Spiele mit drei Toren absolviert hat.

## Laufbahn

### Oberliga Südwest und Bundesliga, 1960 bis 1964
Der von der SSV Wellesweiler zum 1. FC Saarbrücken gekommene Stürmer Karl Meng bestritt am 26. Mai 1960 in Saarbrücken ein Länderspiel in der deutschen Fußballnationalmannschaft der Amateure. Es war das erste Länderspiel nach den verlorenen Olympia-Qualifikationsspielen im April und Mai gegen Polen und Finnland. Beim 6:2-Erfolg gegen Frankreich zeichnete sich Meng als zweifacher Torschütze aus und bildete zusammen mit Gerhard Neuser einen gefährlichen linken Flügel der deutschen Mannschaft.
Am ersten Spieltag der Runde 1960/61 debütierte der Mann aus Wellesweiler beim Auswärtsspiel der Saarbrücker gegen den VfR Frankenthal in der Oberliga Südwest. Dem Linksaußen gelang dabei auch sein erster Treffer in der Oberliga. Der 1. FC Saarbrücken holte sich die Meisterschaft im Südwesten und der Neuzugang hatte in 27 Spielen mit elf Toren daran seinen Anteil. In der Endrunde um die deutsche Fußballmeisterschaft 1961 wirkte er in fünf Begegnungen gegen Borussia Dortmund, Eintracht Frankfurt und den Hamburger SV mit.
Im letzten Jahr der Oberliga, 1962/63, war er unter Trainer Helmuth Johannsen hinter den Stammspielern Erich Maas, Horst Remark, Dieter Krafczyk, Rainer Schönwälder und Heinz Vollmar mit 14 Einsätzen und vier Toren der erste Ergänzungsspieler im Angriff der Saarländer, die zur Runde 1963/64 in die neue Fußball-Bundesliga aufgenommen wurden. Von 1960 bis 1963 hatte Meng 58 Spiele mit 17 Toren in der Oberliga Südwest bestritten.
In der Bundesliga betreute Trainer Helmut Schneider den 1. FC Saarbrücken, Johannsen war in den Norden zurückgekehrt und hatte Eintracht Braunschweig übernommen. Am Premierenspieltag der neuen Klasse, am 24. August 1963, war Karl Meng dabei. Der 1. FC Köln gastierte im Ludwigsparkstadion und Meng stürmte auf Linksaußen. Durch Tore von Wolfgang Overath und Christian Müller gewannen die Kölner mit 2:0 Toren. Am 30. Spieltag kam Meng zu seinem vierzehnten Einsatz. Mit einem 1:1-Heimspiel gegen den FC Schalke 04 endete für den 1. FC Saarbrücken als Tabellenschlusslicht die erste Bundesligarunde. Meng hatte den Gastgeber in der 45. Minute mit 1:0 in Führung gebracht. Da Meng in den zurückliegenden Runden vergeblich um einen Stammplatz gekämpft hatte, wechselte er zur Runde 1964/65 zum Lokalrivalen Saar 05 Saarbrücken aus dem Stadtteil St. Johann in die Regionalliga-Südwest.

### Regionalliga Südwest, 1964 bis 1967
Trainer Otto Knefler hatte mit Torhüter Heinz Angel, Verteidiger Gerd Peehs und den Angreifern Fritz Altmeyer und Herbert Schieber qualitativ beachtliche Akteure, so dass zusammen mit Karl Meng der vierte Platz 1965 zustande kam. Die Derbys gegen den 1. FC Saarbrücken endeten jeweils mit 2:0-Heimsiegen für den jeweiligen Gastgeber. Im Jahr 1966 ging es auf den sechsten Rang zurück und beide Derbys entschied klar der 1. FC Saarbrücken. Nach der dritten Saison 1966/67, Saar 05 hatte den 10. Rang belegt, beendete Karl Meng seine Laufbahn als Vertragsspieler. Sein letztes Spiel in der Regionalliga bestritt er am 7. Mai 1967 bei der 2:3-Auswärtsniederlage bei Borussia Neunkirchen. Von 1964 bis 1967 hatte er 80 Spiele mit elf Toren für Saar 05 in der Regionalliga Südwest absolviert.

## Weblink
- Spielerprofil Meng beim 1. FC Saarbrücken